# Mohamed ben Qasim al-Taqafi
Muhamed ben Qasim Al-Taqafi (en árabe: محمد بن قاسم‎: محمد بن قاسم, c. Taif, 31 de diciembre de 695-Irak, 18 de julio de 715), nacido  Muhammad ben Qasim ben Yusuf Az Zaqafi, era un general árabe que conquistó el Sind y el Punyab, regiones regadas por el río Indo (forman parte del moderno Pakistán). Su conquista marcó el principio de la era islámica de Asia meridional y por ello la provincia paquistaní de Sind recibió el nombre de  Bab-e-Islam (La Puerta del Islam).